# Alchemilla psilomischa
Alchemilla psilomischa é uma espécie de rosácea do gênero Alchemilla, pertencente à família Rosaceae.